# Lloyd Kelly
Lloyd Casius Kelly (sinh ngày 6 tháng 10 năm 1998) là một cầu thủ bóng đá chuyên nghiệp người Anh chơi ở vị trí trung vệ hoặc hậu vệ cánh trái cho câu lạc bộ Juventus tại Serie A dưới dạng cho mượn từ câu lạc bộ Newcastle United tại Premier League.

## Sự nghiệp câu lạc bộ

### Bristol City
Kelly gia nhập Bristol City lúc 12 tuổi sau khi anh được phát hiện chơi cho đội bóng địa phương Bristol Central. Trong mùa giải 2015–16, anh được triệu tập lên đội hình cho chương trình chuẩn bị trước mùa giải đến Bồ Đào Nha. Vào ngày 8 tháng 8 năm 2017, Kelly chơi trận ra mắt Bristol City trong chiến thắng 5–0 trước Plymouth Argyle tại EFL Cup. Kelly chơi trận ra mắt tại giải đấu ngày 23 tháng 12 năm 2017 trong trận gặp Queens Park Rangers và ghi bàn thắng đầu tiên tại giải đấu vào lưới Reading chỉ ba ngày sau đó. Vào cuối mùa giải 2017–18, anh được vinh danh là Cầu thủ trẻ xuất sắc nhất năm.

### AFC Bournemouth
Vào ngày 18 tháng 5 năm 2019, Kelly ký hợp đồng với câu lạc bộ AFC Bournemouth tại Premier League với mức phí khoảng 13 triệu bảng Anh. Anh đã chơi trận ra mắt cho Bournemouth trong trận đấu EFL Cup với Burton Albion vào ngày 25 tháng 9 năm 2019. Anh chơi trận ra mắt giải vô địch quốc gia khi vào sân thay người trong trận đấu với Wolverhampton Wanderers vào tháng 6 năm 2020. Anh ghi bàn thắng đầu tiên cho câu lạc bộ vào ngày 17 tháng 4 năm 2021 trong chiến thắng 3–1 trước Norwich City.
Kelly trở thành đội trưởng Bournemouth trong mùa giải 2021–22 khi đội trưởng câu lạc bộ Steve Cook vắng mặt. Anh chơi trận đấu đầu tiên cho câu lạc bộ với tư cách là đội trưởng trong trận hòa 2–2 trên sân nhà với West Bromwich Albion. Trong suốt mùa giải đó,Kelly đã đóng vai trò quan trọng trong chuỗi 14 trận bất bại của câu lạc bộ. Kelly ghi bàn thắng đầu tiên trong mùa giải trong chiến thắng 3–0 trên sân nhà trước Huddersfield Town. Sau đó, Kelly được xác nhận là đội trưởng câu lạc bộ sau khi đội trưởng tiền nhiệm là Steve Cook rời đi.
Vào ngày 5 tháng 6 năm 2024, anh rời câu lạc bộ trong kỳ chuyển nhượng mùa hè sau khi hợp đồng của anh hết hạn.

### Newcastle United
Vào ngày 13 tháng 6 năm 2024, Newcastle United thông báo đã ký hợp đồng với Kelly theo dạng chuyển nhượng tự do. Anh gia nhập câu lạc bộ từ ngày 1 tháng 7 dưới thời huấn luyện viên cũ Eddie Howe.

#### Cho mượn đến Juventus
Vào ngày 3 tháng 2 năm 2025, Kelly gia nhập Juventus theo dạng cho mượn, với điều kiện biến chuyển nhượng thành vĩnh viễn vào cuối mùa giải.

## Sự nghiệp quốc tế
Vào tháng 8 năm 2017, Kelly ra mắt đội tuyển U-20 Anh khi vào sân thay người trong chiến thắng 3–0 trước U-20 Hà Lan. Vào ngày 12 tháng 11 năm 2018, anh được triệu tập lần đầu tiên vào đội tuyển U-21 và ra mắt với tư cách là cầu thủ thay người ở phút thứ ba trong chiến thắng 2–1 trước U-21 Ý tại Ferrara vào ngày 15 tháng 11 năm 2018.
Kelly là thành viên trong đội hình 23 người của Anh tham dự Giải vô địch U-21 châu Âu 2019 và Giải vô địch U-21 châu Âu 2021.

## Đời tư
Sinh ra ở Anh, Kelly là người gốc Jamaica. Từ khi lúc sáu tuổi, Kelly đã dành mười hai năm trong trại trẻ mồ côi cùng với anh chị em của mình.

## Thống kê sự nghiệp

### Câu lạc bộ
Tính đến 1 tháng 2 năm 2025
| Câu lạc bộ          | Mùa giải            | Giải vô địch        | Giải vô địch | Giải vô địch | Cúp quốc gia | Cúp quốc gia | Cúp Liên đoàn | Cúp Liên đoàn | Châu lục | Châu lục | Khác | Khác | Tổng cộng | Tổng cộng |
| Câu lạc bộ          | Mùa giải            | Hạng đấu            | Trận         | Bàn          | Trận         | Bàn          | Trận          | Bàn           | Trận     | Bàn      | Trận | Bàn  | Trận      | Bàn       |
| ------------------- | ------------------- | ------------------- | ------------ | ------------ | ------------ | ------------ | ------------- | ------------- | -------- | -------- | ---- | ---- | --------- | --------- |
| Bristol City        | 2016–17             | Championship        | 0            | 0            | 0            | 0            | 0             | 0             | —        | —        | —    | —    | 0         | 0         |
| Bristol City        | 2017–18             | Championship        | 11           | 1            | 1            | 0            | 2             | 0             | —        | —        | —    | —    | 14        | 1         |
| Bristol City        | 2018–19             | Championship        | 32           | 1            | 1            | 0            | 1             | 0             | —        | —        | —    | —    | 34        | 1         |
| Bristol City        | Tổng cộng           | Tổng cộng           | 43           | 2            | 2            | 0            | 3             | 0             | —        | —        | —    | —    | 48        | 2         |
| AFC Bournemouth     | 2019–20             | Premier League      | 8            | 0            | 0            | 0            | 1             | 0             | —        | —        | —    | —    | 9         | 0         |
| AFC Bournemouth     | 2020–21             | Championship        | 36           | 1            | 1            | 0            | 2             | 0             | —        | —        | 2    | 0    | 41        | 1         |
| AFC Bournemouth     | 2021–22             | Championship        | 41           | 1            | 0            | 0            | 1             | 0             | —        | —        | —    | —    | 42        | 1         |
| AFC Bournemouth     | 2022–23             | Premier League      | 23           | 0            | 1            | 0            | 0             | 0             | —        | —        | —    | —    | 24        | 0         |
| AFC Bournemouth     | 2023–24             | Premier League      | 23           | 0            | 1            | 0            | 1             | 1             | —        | —        | —    | —    | 25        | 1         |
| AFC Bournemouth     | Tổng cộng           | Tổng cộng           | 131          | 2            | 3            | 0            | 5             | 1             | —        | —        | 2    | 0    | 141       | 3         |
| Newcastle United    | 2024–25             | Premier League      | 10           | 0            | 1            | 0            | 3             | 0             | —        | —        | —    | —    | 14        | 0         |
| Juventus (mượn)     | 2024–25             | Serie A             | 0            | 0            | 0            | 0            | —             | —             | 0        | 0        | —    | —    | 0         | 0         |
| Tổng cộng sự nghiệp | Tổng cộng sự nghiệp | Tổng cộng sự nghiệp | 184          | 4            | 6            | 0            | 11            | 1             | 0        | 0        | 2    | 0    | 203       | 5         |

1. ↑  Bao gồm FA Cup và Coppa Italia
2. ↑  Bao gồm EFL Cup
3. ↑  Ra sân tại play-off EFL Championship

## Danh hiệu

### Câu lạc bộ
AFC Bournemouth
- Á quân Championship: 2021–22

### Cá nhân
- Đội hình EFL tiêu biểu nhất mùa giải: 2021–22
- PFA Team of the Year: EFL Championship 2021–22